# ダン＝アクセル・ザガドゥ
ダン＝アクセル・ザガドゥ（Dan-Axel Zagadou、1999年6月3日 - ）は、フランス・イル＝ド＝フランス地域圏・クレテイユ出身のサッカー選手。VfBシュトゥットガルト所属。ポジションはディフェンダー。

## 経歴
2006年にUSクレテイユ＝リュシタノの下部組織でサッカーを始め、2011年からパリ・サンジェルマンの下部組織に所属。左利きのセンターバックであり、各年代のフランス代表に招集された経歴を持つほかU-18フランス代表ではキャプテンを務めた。
2017年6月5日、ドイツ・ブンデスリーガのボルシア・ドルトムントに加入した。契約期間は2022年6月30日までの5年間となっている。2022年6月、契約満了によりドルトムントを退団。
2022年9月19日、VfBシュトゥットガルトにフリーで加入した。契約期間は4年。背番号は23。

## 個人成績
| 所属クラブ             | シーズン | リーグ         | リーグ戦 | リーグ戦 | カップ戦 | カップ戦 | UEFA | UEFA | 合計 | 合計 |
| 所属クラブ             | シーズン | リーグ         | 出場     | 得点     | 出場     | 得点     | 出場 | 得点 | 出場 | 得点 |
| ---------------------- | -------- | -------------- | -------- | -------- | -------- | -------- | ---- | ---- | ---- | ---- |
| PSG II                 | 2016–17  | CFA            | 9        | 0        | -        | -        | -    | -    | 9    | 0    |
| PSG II                 | 通算     | 通算           | 9        | 0        | 0        | 0        | 0    | 0    | 9    | 0    |
| ボルシア・ドルトムント | 2017–18  | ブンデスリーガ | 11       | 0        | 1        | 0        | 3    | 0    | 14   | 0    |
| ボルシア・ドルトムント | 2018-19  | ブンデスリーガ | 14       | 2        | 1        | 0        | 4    | 0    | 19   | 2    |
| ボルシア・ドルトムント | 2019-20  | ブンデスリーガ | 15       | 1        | 2        | 0        | 5    | 0    | 22   | 1    |
| ボルシア・ドルトムント | 2020-21  | ブンデスリーガ | 9        | 0        | 2        | 0        | 2    | 0    | 13   | 0    |
| ボルシア・ドルトムント | 2021-22  | ブンデスリーガ | 15       | 0        | 1        | 0        | 3    | 0    | 19   | 0    |
| ボルシア・ドルトムント | 通算     | 通算           | 53       | 3        | 6        | 0        | 14   | 0    | 73   | 3    |
| 総通算                 | 総通算   | 総通算         | 62       | 3        | 6        | 0        | 14   | 0    | 82   | 3    |

## 代表歴

### 出場大会
- U-17フランス代表
  - 2016年 - UEFA U-17欧州選手権